# Camiel Neghli
Camiel Neghli (Ede, 6 novembre 2001) è un calciatore algerino, centrocampista del Millwall.

## Carriera

### Club
il 12 luglio 2023, Neghli ha firmato un contratto con lo Sparta Rotterdam per tre anni più un'opzione per il quarto.

### Nazionale
Nel maggio del 2022 è stato convocato dell'Algeria Under-23 per un'amichevole contro la Palestina.

## Statistiche

### Presenze e reti nei club
Statistiche aggiornate al 24 settembre 2023.
| Stagione        | Squadra          | Campionato      | Campionato | Campionato | Coppe nazionali | Coppe nazionali | Coppe nazionali | Coppe continentali | Coppe continentali | Coppe continentali | Altre coppe | Altre coppe | Altre coppe | Totale | Totale | Totale |
| Stagione        | Squadra          | Comp            | Pres       | Reti       | Comp            | Pres            | Reti            | Comp               | Pres               | Reti               | Comp        | Pres        | Reti        | Pres   | Reti   |        |
| --------------- | ---------------- | --------------- | ---------- | ---------- | --------------- | --------------- | --------------- | ------------------ | ------------------ | ------------------ | ----------- | ----------- | ----------- | ------ | ------ | ------ |
| 2020-2021       | De Graafschap    | 1D              | 8          | 1          | CO              | 0               | 0               |                    | -                  | -                  |             | -           | -           | 8      | 1      |        |
| 2021-2022       | De Graafschap    | 1D              | 14+2       | 3+0        | CO              | 1               | 0               |                    | -                  | -                  |             | -           | -           | 17     | 3      |        |
| 2022-2023       | De Graafschap    | 1D              | 32         | 11         | CO              | 4               | 1               |                    | -                  | -                  |             | -           | -           | 36     | 12     |        |
| 2023-2024       | Sparta Rotterdam | ED              | 5          | 0          | CO              | 0               | 0               |                    | -                  | -                  |             | -           | -           | 5      | 0      |        |
| Totale carriera | Totale carriera  | Totale carriera | 61         | 15         |                 | 5               | 1               |                    | -                  | -                  |             | -           | -           | 66     | 16     |        |